# Serieforbindelse
Der findes flere måder at sammensætte elektriske kredsløb på. Måden man placerer modstand i kredsløbet og måden disse er forbundet på afgør hvorvidt der er tale om en serieforbindelse, en parallelforbindelse eller en blandet forbindelse, med både serie- og parallelforbindelser.
Serieforbindelse er forbindelse af elektriske komponenter i række; i modsætning til parallelforbindelse.
| Fysik | Spire Denne artikel om fysik er en spire som bør udbygges. Du er velkommen til at hjælpe Wikipedia ved at udvide den. |